# 발레현

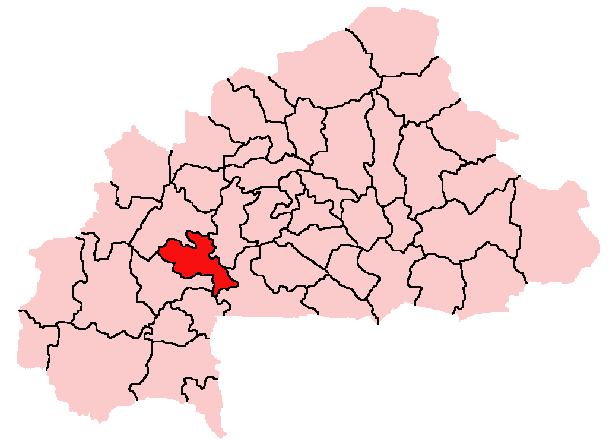
발레현의 위치

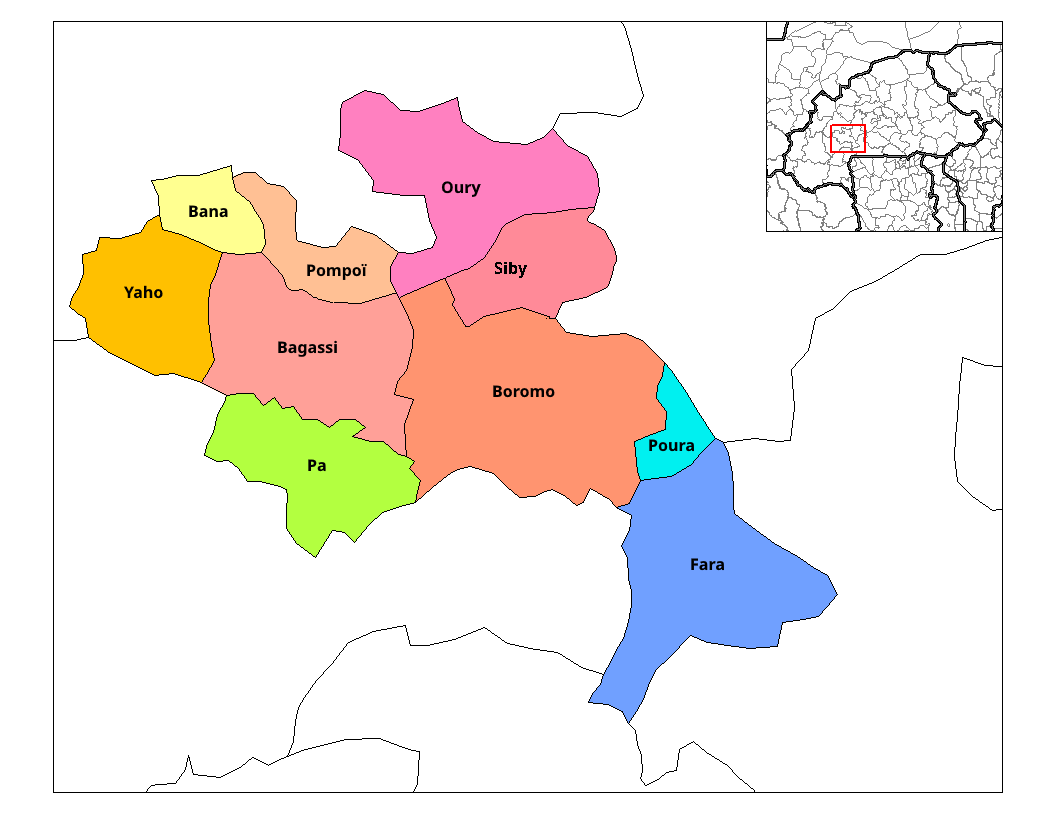
발레현의 행정 구역

발레현(프랑스어: Balé)은 부르키나파소 부클뒤무운주에 위치한 현으로, 현도는 보로모이며 면적은 4,595km2, 인구는 213,897명(2006년 기준, 도시 지역 거주 인구는 14,885명)이다. 10개 군(바가시군, 바나군, 보로모군, 파라군, 우리군, 파군, 폼포이군, 푸라군, 시비군, 야오군)을 관할한다.

## 같이 보기
- 부르키나파소의 주
- 부르키나파소의 현